# Calle Platería (Murcia)
La Platería es el nombre de una tradicional y concurrida calle del centro de la ciudad de Murcia (Región de Murcia, España).
Es una de las vías principales del casco antiguo de dicha urbe. Comunica las proximidades de la plaza de Santa Catalina con el eje de la calle Trapería, a la que corta perpendicularmente junto a la calle San Cristóbal, formando las denominadas Cuatro Esquinas.
A su valor como típica arteria comercial se une su interés turístico.

## Historia
De origen probablemente islámico, siendo uno de los principales ejes de comunicación este-oeste de la antigua medina musulmana de Murcia, tras la conquista de la ciudad, al igual que otras vías del centro histórico (calles de Jabonerías, Frenería, Escopeteros, Vidrieros o la propia Trapería), la Platería recibió su nombre de la época gremial, en donde las calles eran denominadas por los vecinos en función de los oficios o actividades económicas que desarrollaban los que en ella se instalaban, en este caso el gremio de los plateros o joyeros.
Tradición medieval que llegó hasta la época contemporánea, como señala el erudito del siglo XIX Javier Fuentes y Ponte al mencionar lo siguiente sobre dicha calle: “…parte hacia poniente la calle de la Platería, donde hay tiendas de finas telas, argenteros y plateros que hacen filigranas en botonaduras, joyas y veneras como en Córdoba”.
Históricamente, la Platería ha contado con tres tramos divididos por la plaza Jofré y la plaza Esteve Mora, pero con la apertura de la Gran Vía a partir de 1953, al cortar perpendicularmente la zona situada entre Esteve Mora y la calle Santa Isabel, hoy día son cuatro los tramos de la misma.

## Edificios de interés

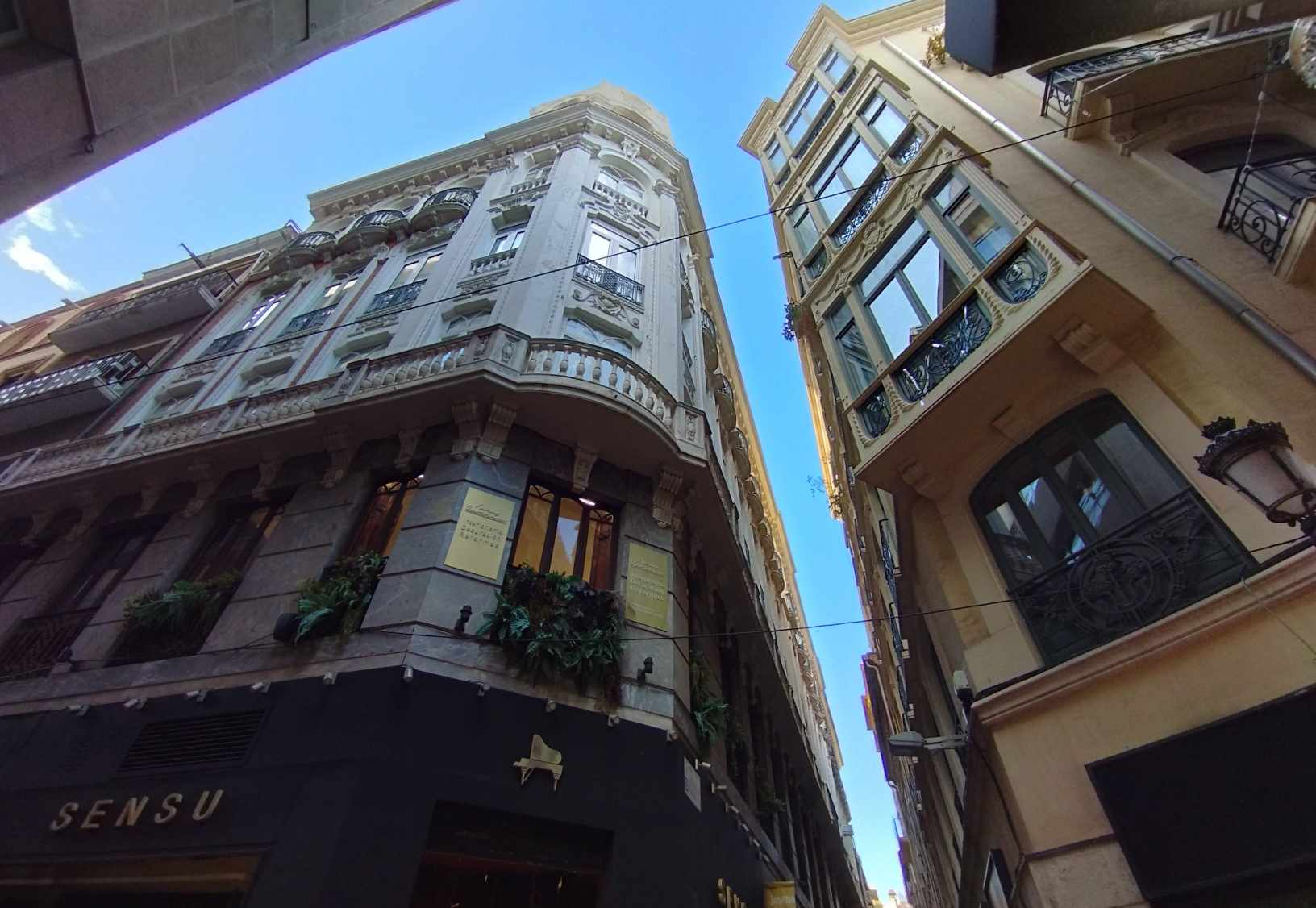
Edificio Flomar (izquierda) y edificio de La Alegría de la Huerta (derecha) en la calle Platería. Diseñados por José Antonio Rodríguez.

Destaca el edificio de los antiguos almacenes La Alegría de la Huerta, construcción ecléctica con tintes modernistas obra del arquitecto José Antonio Rodríguez. La parte situada entre Platería y Trapería se edificó entre 1919 y 1921, con una ampliación hacia la calle González Adalid realizada en 1927. Al mismo arquitecto se debe el imponente inmueble situado en la otra esquina entre Platería y González Adalid, el edificio Flomar (1925-1930). 
En Platería esquina con la plaza Esteve Mora se encuentra el edificio de la farmacia Ruiz Seiquer (establecimiento fundado en 1886), esquina que constituía el antiguo km. 0 de las carreteras regionales.
La calle dispone también de dos casas de viviendas típicas del siglo XVIII, construidas a la usanza murciana, con ladrillo visto. En una de ellas, la situada haciendo esquina con la calle Virgen de las Angustias, aparece el año de construcción grabado en piedra en la esquina del inmueble, con el lema "Año de 1771". El otro edificio dieciochesco, situado cerca de Esteve Mora, era donde se encontraba la histórica imprenta Nogués. Hoy día se encuentra en lamentable estado de ruina.
El antiguo palacio de Riquelme, edificio renacentista de comienzos del siglo XVI, estuvo situado en la esquina entre Platería y la calle Jabonerías. Tras ser demolido en 1967, su portada se instaló en el lateral del Museo Salzillo.